# جيف هولمز
جيف هولمز (16 سبتمبر 1958 - 23 مارس 2009)  (بالإنجليزية: Geoff Holmes)‏ هو لاعب كريكت جنوب أفريقي.

## وصلات خارجية
- جيف هولمز على موقع إي آس بي آن كريك إنفو (الإنجليزية)